# Kozma Lajos (színművész)
Kozma Lajos (Zetelaka, 1925. december 24. – 2012. március 22.) romániai magyar színész.

## Pályafutása
1953-ban végezte tanulmányait a kolozsvári Magyar Művészeti Intézetben, majd a nagybányai színházalapítók közé tartozott. 1956-tól 1959-ig Nagyváradon játszott, 1959-től 1985-ben történt nyugdíjba vonulásáig a Kolozsvári Állami Magyar Színház művésze volt. Karakterszerepekeben láthatta leginkább a közönség, hirtelen haragú, indulatos figurákat alakított.

## Fontosabb szerepei
- Rjabinyin (Gorbatov: Apák ifjúsága)
- Nyehljudov (Tolsztoj–Kovách A.: Feltámadás)
- Alfieri (Miller: Pillantás a hídról)
- Anatol (Popescu: Szépségverseny)